# Côte d'Opale (traghetto)
Il Côte d'Opale è un traghetto di proprietà della Stena Line ed in servizio per DFDS.

## Servizio
Varato il 20 maggio 2020 nel cantiere navale cinese CMI Jinglin Weihai Shipyard di Weihai con il nome di Côte d'Opale e consegnato il 17 maggio 2021 alla Stena Line, viene subito girato in noleggio alla DFDS.
Il 27 maggio 2021 salpa da Weihai per l'Europa, giungendo a Calais il 10 luglio successivo, dove esegue alcune prove di ormeggio.
Il 12 luglio esegue le prove di ormeggio anche a Dover e successivamente viene trasferito nel cantiere navale di Dunkerque, dove issa bandiera francese e rimane fino al 4 agosto, giorno in cui prende servizio sulla Dover-Calais, dove opera tutt'oggi.

## Navi gemelle
- Stena Estrid
- Stena Edda
- Galicia
- Stena Embla
- Guillaume de Normandie
- Salamanca
- Stena Estelle
- Stena Ebba
- Santoña
- Ala'Suinu
- Saint-Malo
- Capu Rossu